# Priay
Priay est une commune française, située dans le département de l'Ain en région Auvergne-Rhône-Alpes.
Les habitants de Priay s'appellent les Priaysiens.

## Géographie
Priay est une petite commune de l'Ain. Elle comporte un peu plus d'un millier d'habitants. Elle est composée de plusieurs hameaux, dont certains se trouvent en haut d'une colline (280 m environ) : Bellegarde, les Carronnières, la Blanchère, les Barrières, et le Biez.
Le village borde la rivière de l'Ain, en face du Bugey. Il se trouve à l'extrémité orientale de la Côtière, dite aussi Côtière de Bresse dans ce secteur, et à l'ouest du plateau de la Dombes, dont les premiers étangs se situent sur le territoire de Priay, sur la route de Chalamont.

### Climat
Pour des articles plus généraux, voir Climat d'Auvergne-Rhône-Alpes et Climat de l'Ain.
En 2010, le climat de la commune est de type climat océanique dégradé des plaines du Centre et du Nord, selon une étude du CNRS s'appuyant sur une série de données couvrant la période 1971-2000. En 2020, Météo-France publie une typologie des climats de la France métropolitaine dans laquelle la commune est dans une zone de transition entre le climat semi-continental et le climat de montagne et est dans la région climatique Bourgogne, vallée de la Saône, caractérisée par un bon ensoleillement (1 900 h/an), un été chaud (18,5 °C), un air sec au printemps et en été et des vents faibles.
Pour la période 1971-2000, la température annuelle moyenne est de 11,3 °C, avec une amplitude thermique annuelle de 17,9 °C. Le cumul annuel moyen de précipitations est de 1 111 mm, avec 11,2 jours de précipitations en janvier et 7,5 jours en juillet. Pour la période 1991-2020, la température moyenne annuelle observée sur la station météorologique de Météo-France la plus proche, « Ambérieu », sur la commune de Château-Gaillard à 4 km à vol d'oiseau, est de 11,9 °C et le cumul annuel moyen de précipitations est de 1 117,5 mm,. Pour l'avenir, les paramètres climatiques de la commune estimés pour 2050 selon différents scénarios d'émission de gaz à effet de serre sont consultables sur un site dédié publié par Météo-France en novembre 2022.

## Urbanisme

### Typologie
Au 1er janvier 2024, Priay est catégorisée commune rurale à habitat dispersé, selon la nouvelle grille communale de densité à 7 niveaux définie par l'Insee en 2022.
Elle est située hors unité urbaine. Par ailleurs la commune fait partie de l'aire d'attraction de Lyon, dont elle est une commune de la couronne,. Cette aire, qui regroupe 397 communes, est catégorisée dans les aires de 700 000 habitants ou plus (hors Paris),.

### Occupation des sols
L'occupation des sols de la commune, telle qu'elle ressort de la base de données européenne d’occupation biophysique des sols Corine Land Cover (CLC), est marquée par l'importance des forêts et milieux semi-naturels (48,1 % en 2018), une proportion sensiblement équivalente à celle de 1990 (48,2 %). La répartition détaillée en 2018 est la suivante : forêts (38,2 %), zones agricoles hétérogènes (23 %), milieux à végétation arbustive et/ou herbacée (9,9 %), prairies (8,5 %), zones urbanisées (8,3 %), terres arables (6,9 %), eaux continentales (5,1 %).
L'évolution de l’occupation des sols de la commune et de ses infrastructures peut être observée sur les différentes représentations cartographiques du territoire : la carte de Cassini (XVIIIe siècle), la carte d'état-major (1820-1866) et les cartes ou photos aériennes de l'IGN pour la période actuelle (1950 à aujourd'hui).

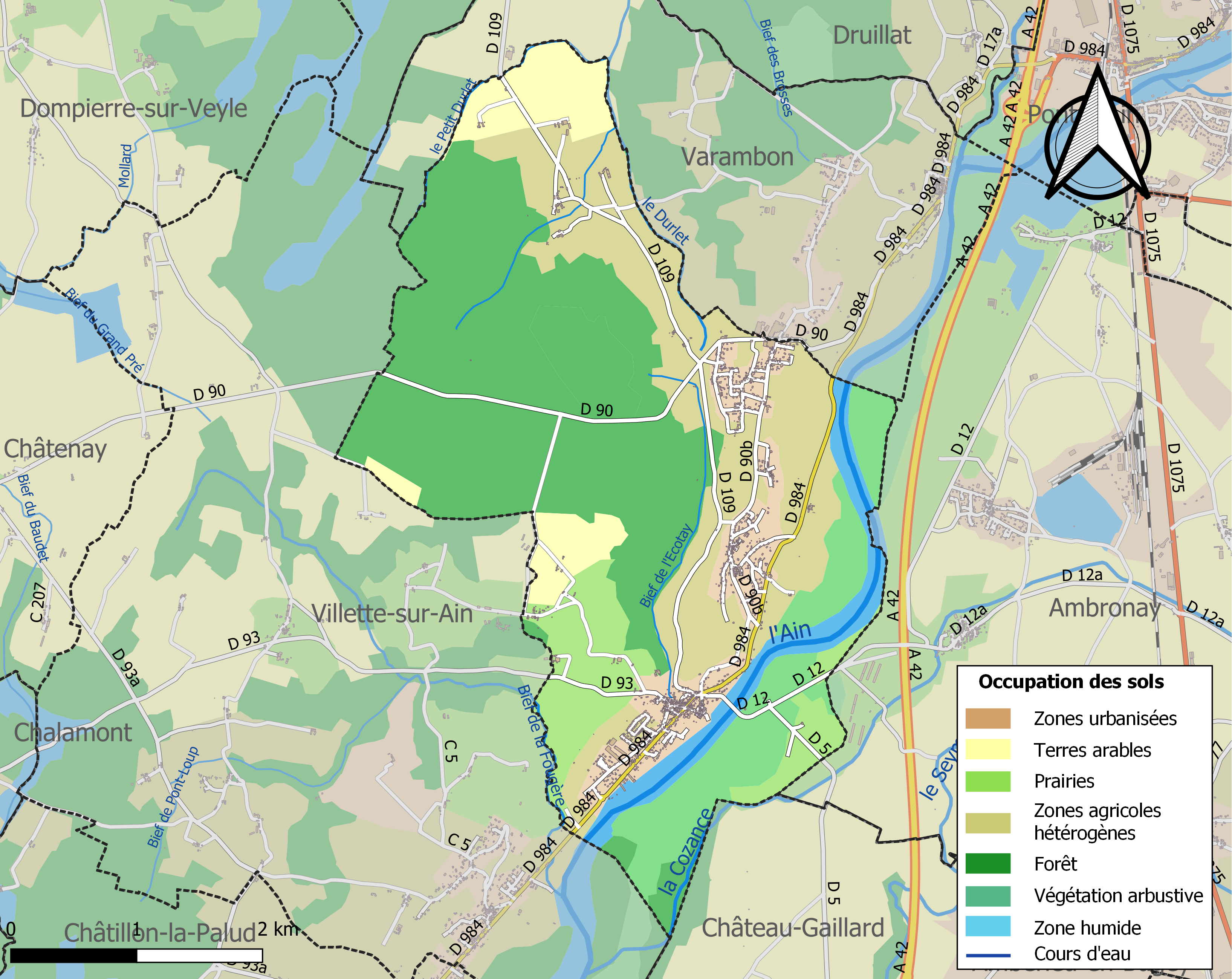
Carte des infrastructures et de l'occupation des sols de la commune en 2018 (CLC).

## Histoire
La ville de Priay s'est développée autour de son centre, place Ferrand. Le hameau des Carronnières était spécialisé dans la fabrication de briques (d'où son nom venant de carrons, les faiseurs de briques).
De 1999 à 2012, elle appartient à la communauté de communes de Pont-d'Ain, Priay, Varambon, avant sa fusion au sein de la communauté de communes Rives de l'Ain - Pays du Cerdon.
Hameau de Bellegarde (De Bellagarda)
Fief démembré de la seigneurie de Richemont par Jean-Philibert de la Palud, comte de Varax, en faveur de Gilbert de Varax, seigneur de la Berruyère, le 26 mars 1549.
Jean-Philibert de Varax, seigneur de Château-Martin, le vendit à Thomas du Croset, avocat au bailliage de Bresse, qui l'aliéna, le 7 octobre 1578, à Simon Gave, bourgeois de Lyon. Il arriva dans la suite à Éléonord de Chaponay, seigneur de Fessin, qui le céda, le 17 décembre 1654, à Pierre Blanc de Marlignat.
Au mois de mars 1300, Aymond de la Palud, seigneur de Varambon, chevalier, et Jean de la Palud, son frère, seigneur de Richemont, transigèrent avec l'abbé d’Ambronay, au sujet du droit qu'avaient les habitants du village de Bellegarde de mener paître leurs troupeaux sur les deux rives de la rivière d'Ain. Dans cet acte, il est fait mention du port de Bellegarde.

## Politique et administration

### Découpage territorial
La commune de Priay est membre de la communauté de communes Rives de l'Ain - Pays du Cerdon, un établissement public de coopération intercommunale (EPCI) à fiscalité propre créé le 1er janvier 2012 dont le siège est à Jujurieux. Ce dernier est par ailleurs membre d'autres groupements intercommunaux.
Sur le plan administratif, elle est rattachée à l'arrondissement de Nantua, au département de l'Ain et à la région Auvergne-Rhône-Alpes. Sur le plan électoral, elle dépend du  canton de Pont-d'Ain pour l'élection des conseillers départementaux, depuis le redécoupage cantonal de 2014 entré en vigueur en 2015, et de la première circonscription de l'Ain  pour les élections législatives, depuis le dernier découpage électoral de 2010.

### Administration municipale
| Période                                  | Période                  | Identité            | Étiquette | Qualité  |
| ---------------------------------------- | ------------------------ | ------------------- | --------- | -------- |
| 1970                                     | 1977                     | Albert Busssy       |           |          |
| mars 1989                                | juin 1995                | René Santhonnax     |           |          |
| juin 1995                                | octobre 2006 (démission) | Jaqui Rey           | DVD       |          |
| décembre 2006                            | mars 2014                | Danielle Blanchet   |           |          |
| mars 2014                                | mai 2020                 | Gérard Théveaux     | SE        | Retraité |
| mai 2020                                 | En cours                 | Fabienne Charmetant |           |          |
| Les données manquantes sont à compléter. |                          |                     |           |          |

## Démographie
L'évolution du nombre d'habitants est connue à travers les recensements de la population effectués dans la commune depuis 1793. Pour les communes de moins de 10 000 habitants, une enquête de recensement portant sur toute la population est réalisée tous les cinq ans, les populations de référence des années intermédiaires étant quant à elles estimées par interpolation ou extrapolation. Pour la commune, le premier recensement exhaustif entrant dans le cadre du nouveau dispositif a été réalisé en 2007.
En 2022, la commune comptait 1 803 habitants, en évolution de +5,62 % par rapport à 2016 (Ain : +5,15 %, France hors Mayotte : +2,11 %).
| 1793  | 1800  | 1806 | 1821 | 1831 | 1836 | 1841  | 1846  | 1851  |
| ----- | ----- | ---- | ---- | ---- | ---- | ----- | ----- | ----- |
| 1 031 | 1 017 | 974  | 854  | 895  | 947  | 1 036 | 1 070 | 1 097 |

| 1856  | 1861 | 1866  | 1872  | 1876  | 1881  | 1886  | 1891  | 1896 |
| ----- | ---- | ----- | ----- | ----- | ----- | ----- | ----- | ---- |
| 1 019 | 987  | 1 033 | 1 023 | 1 061 | 1 006 | 1 028 | 1 013 | 991  |

| 1901 | 1906 | 1911 | 1921 | 1926 | 1931 | 1936 | 1946 | 1954 |
| ---- | ---- | ---- | ---- | ---- | ---- | ---- | ---- | ---- |
| 935  | 905  | 893  | 742  | 757  | 702  | 702  | 645  | 703  |

| 1962 | 1968 | 1975 | 1982 | 1990 | 1999  | 2006  | 2007  | 2012  |
| ---- | ---- | ---- | ---- | ---- | ----- | ----- | ----- | ----- |
| 709  | 710  | 771  | 787  | 948  | 1 152 | 1 399 | 1 433 | 1 553 |

| 2017  | 2022  | - | - | - | - | - | - | - |
| ----- | ----- | - | - | - | - | - | - | - |
| 1 729 | 1 803 | - | - | - | - | - | - | - |

## Culture et patrimoine

### Lieux et monuments
- La gare d'Ambronay - Priay.
- L'église Saint-Pierre de Priay[20].

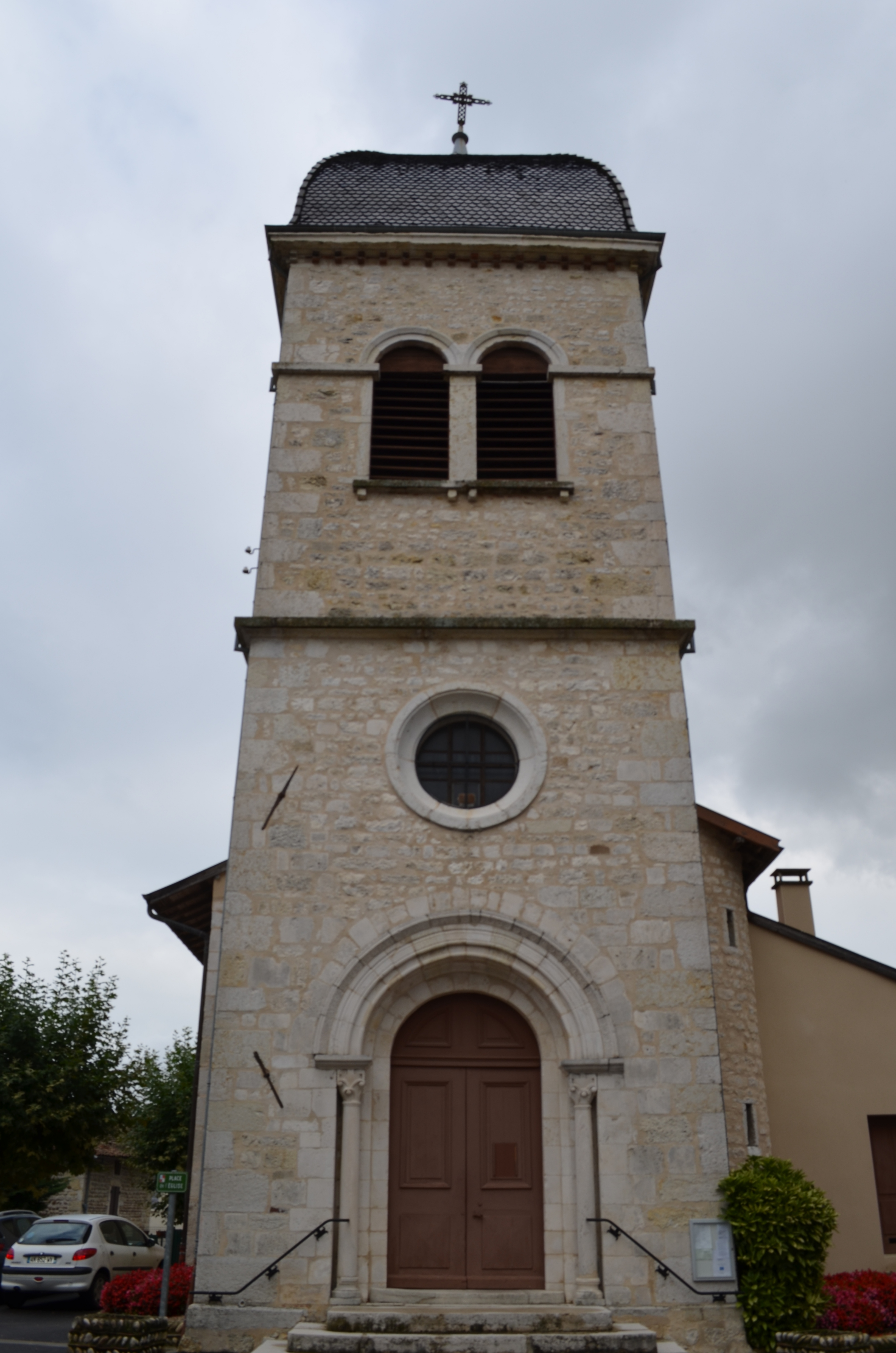
Église Saint-Pierre de Priay.

- Le pont de Priay : la guerre franco-allemande de 1870 a retardé la réalisation du pont. Les travaux du pont ont commencé en mars 1883 et se sont achevés en juin 1884. Sa longueur totale est de 160 mètres sur une épaisseur d'un mètre. Il est composé de cinq arches.
- La maison Bordet, demeure du XVIIIe siècle en galets de la rivière d'Ain.
- Le château de la Tour ou château de Saint-Didier, construit en 1749 par monseigneur Michon.
- Le château de Richemont : le château, bâti par Pierre de La Palud à fin du XIIIe siècle, est cité le 23 avril 1300. Il est ruiné en 1595 et restauré aux XVIIe et XIXe siècles.
- La fontaine du Bulet depuis 1871 où la population peut utiliser l'eau.

### Espaces verts et fleurissement
En 2014, la commune obtient le niveau « deux fleurs » au concours des villes et villages fleuris.

### Personnalités liées à la commune
- Claude-Marie Boucaud (1895-2005), ancien poilu français de la Première Guerre mondiale, était l'un des dix derniers poilus vivants. Il est mort à l'âge de 109 ans.
- Marie Bourgeois, chef cuisinier française, Trois étoiles au Guide Michelin de 1933 à 1937 avec son restaurant situé à Priay.

### Héraldique
| Blason de Priay | Blason  | Écartelé : au premier de vair de trois tires, au deuxième de gueules à la clef d'or, au troisième aussi de gueules à la clef d'argent, au quatrième d'argent aux huit mouchetures d'hermine ordonnées 3, 2 et 3 ; à la fasce ondée d'argent brochant sur la partition. |
| Blason de Priay | Détails | |